# 柳叶茜草
柳叶茜草（学名：Rubia salicifolia）为茜草科茜草属下的一个种。

## 扩展阅读
維基物種上的相關：柳叶茜草